# SynEdit
SynEdit — компонент многострочного редактирования с открытым исходным кодом для Delphi и Kylix, также существует версия для C++ Builder, но её разработка больше не поддерживается.

## Особенности
Компонент поддерживает подсветку синтаксиса для большинства популярных языков программирования, а также некоторых форматов файлов, включает в себя автодополнение, поддерживает закладки, работу с шрифтами, функции экспорта синтаксиса в формат HTML, TeX или RTF и многое другое.

## Версии программы
- До того, как Delphi стала поддерживать Юникод, библиотека поставлялась в двух версиях: UNICODE (UniSynEdit) и ANSI (SynEdit). UniSynEdit была построена на SynEdit. После перехода Delphi на Юникод версия ANSI не разрабатывается.
- Free Pascal (и, соответственно, Lazarus) использует свою версию, основанную на SynEdit 1.3. Эта версия заточена под редактирование исходников: в ней, например, есть сворачивание текста, но нет заворачивания текста (word wrap)

## Совместимость
Компонент SynEdit распространяется в виде исходных текстов на Delphi и может быть скомпилирован с помощью:
- Delphi
- C++ Builder (до 6 версии)
- Kylix